# Alexandre Lacassagne
Alexandre Lacassagne (n. 17 august 1843, Cahors, Midi-Pyrénées, Franța – d. 24 septembrie 1924, Lyon, Rhône⁠(d), Franța) a fost un medic legist francez, unul dintre fondatorii antropologiei criminale.
Datorită lui au fost soluționate un număr mare de crime care au făcut vâlvă în epocă. Lacassagne a fost un practician, dar și un teoretician, numărul mare de autopsii efectuate în carieră și expunerile făcute la Universitatea din Lyon consacrându-l ca o personalitate proeminentă a științei. A fost unul dintre cei mai redutabili adversari ai lui Cesare Lombroso, combătând cu fermitate teza criminalului înnăscut și afirmând că infractorul nu este altceva decât produsul mediului social, victima societății.